# Una sombra ya pronto serás
Una sombra ya pronto serás és una pel·lícula argentina de comèdia dramàtica de 1994. Dirigida per Héctor Olivera. Protagonitzada per Miguel Ángel Solá i Pepe Soriano. Coprotagonitzada per Alicia Bruzzo, Luis Brandoni, Roberto Carnaghi, Marita Ballesteros i Alfonso de Grazia. També, va comptar amb l'actuació especial d'Eusebio Poncela. I les presentacions de Diego Torres i Gloria Carrá. Escrita per Olivera en col·laboració amb Osvaldo Soriano, basant-se en la novel·la homònima de Soriano. Filmada en Eastmancolor i estrenada en 5 de maig de 1994. Filmada parcialment a Chacharramendi, província de la Pampa, Carhué província de Buenos Aires i Viedma, província de Río Negro.

## Sinopsi
Un enginyer argentí arribat de Europa, encarregat de dissenyar programes informàtics, troba estranys i solitaris personatges en el seu deambular per la Pampa argentina.

## Repartiment
- Miguel Ángel Solá … Ingeniero
- Pepe Soriano … Coluccini
- Alicia Bruzzo … Nadia
- Luis Brandoni … Barrante
- Roberto Carnaghi … Cura Salinas
- Marita Ballesteros … Alicia
- Alfonso De Grazia … Maldonado
- Diego Torres … Boris
- Gloria Carrá … Rita
- Eusebio Poncela … Lem
- Martín Coria … Encargado surtidor
- Hernán Jiménez … Rubio
- Pedro Segni … Petiso
- Mario Lozano … Patrón Bar
- Juan José Ghisaberti … Conserje hotel
- Leandro Regúnaga … Empleado motel
- Susana Cabrera … Julia
- Horacio Nittalo … Comisario
- Augusto Larreta … Capitán de Navío
- Jorge Varas González … Estanciero

## Premis i nominacions
Asociación de Cronistas Cinematográficos de la Argentina, 1995
- Pepe Soriano guanyador del Premi Còndor de Plata al Millor Actor de Repartiment
- Alicia Bruzzo guanyadora del Premi Còndor de Plata a la Millor Actriu de Repartiment
- Félix Monti guanyador del Premi Còndor de Plata a la Millor Fotografia
- Emilio Basaldúa guanyador del Premi Còndor de Plata a la Millor Escenografia
- Osvaldo Montes guanyador del Premi Còndor de Plata a la Millor Música.
- Una ombra molt aviat seràs, nominada al Premi Còndor de Plata a la Millor Pel·lícula.
- Héctor Olivera: nominat del Premi Còndor de Plata a la Millor Direcció.
- Miguel Ángel Solá: nominat del Premi Còndor de Plata al Millor Actor.
- Luis Brandoni: nominat del Premi Còndor de Plata al Millor Actor de Repartiment.
- Héctor Olivera i Osvaldo Soriano: nominats al Premi Còndor de Plata al Millor Guió Adaptat.

Festival de Cinema Llatinoamericà de Biarritz, 1995
- Miguel Ángel Solá: Guanyador del Premi al Millor Actor

Festival Internacional de Cinema de Chicago, 1994
- Héctor Olivera: nominat al Premi Hugo d'Or a la Millor Direcció

51a Mostra Internacional de Cinema de Venècia, 1994
- Héctor Olivera: nominat al Premi Lleó d'Or.

També va ser seleccionada com a entrada argentina per a l'Oscar a la millor pel·lícula de parla no anglesa als Premis Oscar de 1994, però no va ser acceptada com a nominada.

## Comentaris
Marcelo Zapata a Ámbito Financiero va escriure:
| « | «Una fallida road movie discepoliana.» | » |

Isabel Croce en La Prensa va opinar:
| « | «Un film excel·lent.» | » |

Claudio España en La Nación va opinar:
| « | «…una obra de maduresa…Despullada de baluerns…el resultat fílmic és impecable.» | » |

Manrupe i Portela escriuen en el seu llibre: 
| « | «Amb una estètica prestada, que vol acostar-se al Wim Wenders de Paris, Texas (Estats Units, 1984), o al Bagdad Café de Percy Adlon (Alemanya, 1988) que al Olivera clàssic, la pel·lícula busca el clima del sense-futur, de l'etern retorn. El desenvolupament es compleix amb fredor avançant per fragments o retallades per mitjà de diferents personatges-fantasmes.» | » |